# 조상 (학자)
조상 (曺塽, 1876년 7월 13일 - 1945년 10월 9일)은 고령 출신의 학자이다. 고령군 다산면 송곡리에서 태어났으며 본관은 창녕(昌寧). 자(字)는 문보(文甫), 호(號)는 봉강(鳳岡)이다.
재실(齋室)로는 후송재(後松齋)가 있다. 후송재는 고령군 향토문화유산 제 10호로 지정되었으며, 경상북도 고령군 다산면 벌지로 10에 위치한다.

## 가계
고령군 다산면 송곡리 창녕조씨 태복경공파 집성촌
호조참판 퇴우당 조계형(退憂堂 曺繼衡)의 18세손, 대구도호부사 도촌 조응인(陶村 曺應仁)의 15세손, 정주목사 오계 조정립(梧溪 曺挺立)의 14세손, 양산군수 설주 조시량(雪州 曺時亮)의 13세손이며 이인좌의 난때 합천에서 대거 가한 조성좌(曺聖佐)의 10세손이다. 조성좌는 반역죄로 1728년 4월 1일 합천에서 처형을 당했으며 조성좌의 아들 형제 조명상(曺明相)과 조명협(曺明莢)은 멸문지화(滅門之禍)를 피하기 위해 고향 합천군에서 달아나 달성군 가창면 정대리로 은거하였다. 이인좌의 난이 어느정도 평정된 후 고향을 잊지 못해 낙동강을 건너서 지나다가 지금의 고령군 다산면 송곡리 입향하였다.
그후, 겨우 살아남아 대를 이어 나갈 수 있었고 수직(壽職) 장악원정 조계흥(曺啓興)의 7세손이며 증조할아버지는 조규승(曺奎承)이며, 증조할머니는 오원(吳瑗)의 딸 해주 오씨이다. 해주오씨는 효부(孝婦)로 정려(旌閭)를 받고, 복호(復戶)의 혜택을 입었다. 또한 『성주지(星州誌)』에 효행이 수록되었으며, 후산 이도복(厚山 李道復)이 「효부전」을 지었다. 이를 기리기위해 창녕조씨 문중에서 1930년 송곡마을 인근에 숭효각을 건립했다. 아버지는 조정환(曺珽煥)이며, 어머니는 장무헌(張武憲)의 딸 옥산 장씨이다. 부인은 석능악(石能岳)의 딸 충주 석씨와 나주 임씨이다.

## 활동사항
조상은 고령군 다산면 송곡촌에서 제자를 양성하며 학문에 정진하였다. 10세 때 아버지의 명으로 임재 서찬규(臨齋 徐贊奎)의 문하에서 학문에 대한 뜻을 돈독히 하고 힘써 실천하여 수제자(首弟子)가 되었으며, 스승은 칠조훈(七條訓)인 “입지지대(立志之大), 입심지정(立心之正), 진실심지(眞實心地), 과실필개(過失必改), 절문근사(切問近思), 독서통투(讀書通透). 변화기질(變化氣質)” 등을 써주면서 학문적 성취를 격려하였다.
- 입지지대(立志之大) : 뜻 세우기를 크게 하라
- 입심지정(立心之正) : 마음 세우기를 바르게 하라
- 진실심지(眞實心地) : 마음을 진실하게 하라
- 과실필개(過失必改) : 과실(過失)을 반드시 고치라
- 절문근사(切問近思) : 절실하게 묻고 가까운데서 생각하라
- 독서통투(讀書通透) : 글을 읽어 사리(事理)를 뚫어지게 깨달아 환하게 하라
- 변화기질(變化氣質) : 기질(氣質)을 다르게 변화시켜라

서찬규가 별세한 후에 전북 부안군 계화면 계화리 계화도에서 후학을 양성하였던 조선 최후의 거유(巨儒)라 불린 성리학자인 간재 전우(艮齋 田愚)에게 제자로 받아 줄 것을 청하며 예폐(禮幣)를 올리고 경의를 표하는 집지(執贄)를 청하는 서신을 올려 1917년 답신(答信)을 받고 42세에 간재(艮齋)의 문하생이 되어 성리학의 진원(眞源)을 듣고 경(敬)을 바탕으로 하는 “의리(義理), 실천(實踐), 극기(克己), 함양(涵養)”에 관한 사조훈(四條訓)을 받아 실천하는데 전력(專力)하였다. 그는 두 스승의 가르침을 평생의 요지로 삼아서 후학을 양성하는데 힘썼다. 그는 항일 유학자 시암 이직현(是菴 李直鉉), 미강 박승동(渼江 朴昇東) 등 선현(先賢)을 따르고 당대의 명유(名儒)이었던 상사 이병운(上舍 李柄運), 덕천 성기운(悳泉 成璣運), 석농 오진영(石農 吳震泳), 고암 이종익(苦庵 李鍾翼), 덕암 박순호(德庵 朴純鎬), 운석당 박재근(雲石堂 朴在根), 윤량식(尹亮植) 등과 교유하였다. 조상의 문인이었던 김재철(金在喆), 조긍환(曺兢煥), 이동진(李東鎭) 등의 제자들은 스승의 학은(學恩)에 보답하고 동문간 우의를 돈독히 하고자 ‘삼일계(三一契)’를 만들고, 1938년 강학소(講學所)인 후송재(後松齋)를 건립하여 매년 모여서 정읍례(庭揖禮)를 행하였다. 삼일계의 서문과 후송재의 기문은 덕천 성기운(悳泉 成璣運)이 지었으며, 후송재명(後松齋銘)은 고암 이종익(苦庵 李鍾翼)이 썼다.

## 학문과 사상
송시열의 학통을 계승한 임재 서찬규(臨齋 徐贊奎)와 간재 전우(艮齋 田愚) 문하에서 수학하여, 기호 낙론계열의 학맥을 이었다. 그는 문인들에게 인의예지신의 오상(五常)을 강조하였고, 부모와 임금과 스승은 나를 낳아주고 먹여주고 가르쳐주신 은혜가 똑같이 중요하므로 한 마음으로 섬겨야 한다는 ‘생삼사일(生三事一)’의 자세로 가르쳤다.
봉강은 수도론적(守道論的) 출처의리(出處義理)를 고수하였다. 일제강점기의 암울한 상황에서 자신이 세상으로 나가기보다는 숨어 살면서 의리를 지키고 도(道)를 전수하는 것을 당시의 상황에서 필요한 출처의리로 보아 이러한 자신의 생각을 ‘국화지은일자(菊花之隱逸者)‘로 비유하였다. 간재(艮齋)가 계화도로 들어가 은둔하여 옛 것을 지키면서(去之守舊) 출처의리(出處義理)하였던 것과 맥을 같이 하였다. 봉강의 출처의리는 바로 학문연구(學問硏究)와 후진양성(後進養成)으로 이어졌다.
또한 학문은 자기 수양을 통한 참된 인간의 완성 즉 위기지학(爲己之學)을 목표로 하여야 한다고 하였다. ‘사교론(四敎論)’에서 전통적인 유학의 교육내용이었던 시서예락(詩書禮樂)의 공부에 대하여 강조하고 사교를 네 계절에 분속시켜 락(樂)은 화창한 소리이니 봄에 마땅하고 시(詩)는 발양(發揚)하는 것이니 여름에 마땅하고 예(禮)는 닦아서 이루는 방법이니 가을에 마땅하고 서(書)는 거두어 간직하는 것이니 겨울에 마땅하다는 공부방법을 논하였다. 이러한 공부를 효과적으로 하기 위해서는 독서(讀書)와 궁리(窮理), 역행(力行)의 모든 것을 절차탁마(切磋琢磨)해야 한다고 강조하였다. 그리고 공은 율곡(栗谷)과 우암(尤庵)의 심성론(心性論)을 수호, 발전시킨 간재(艮齋)의 성리설(性理說)을 대변하여 ‘심즉이심성일물변(心卽理心性一物辨)’이란 글을 통하여 한주(寒洲) 이진상(李震相)의 ‘심즉리설(心卽理說)’과 ‘심성일물설(心性一物說)’을 비판하였다. ‘성리도설(性理圖說)’을 통하여 천(天), 성인(聖人), 군자(君子), 소인(小人)으로 권역(圈域)을 구분한 것은 기(氣)의 청탁수박(淸濁粹駁)에 의한 것으로 기질변화(氣質變化)를 통해 소인(小人)은 군자(君子)로 군자는 성인(聖人)으로 다가가도록 노력해야 한다는 변화기질(變化氣質)의 수양론(修養論)을 주장하였다. 또한 ‘경천애인설(敬天愛人說)’을 지어 하늘을 높이고 사람들을 사랑해야 한다는 유학의 이념을 실천하고자 하였다. ‘서회설(鋤茴說)’에서 천리(天理)를 보존하고 인욕(人慾)을 제거해야 함을 약초인 방풍(防風)밭의 김매는 것에 비유하고 이를 실천하기 위한 방법으로 사물(四勿). 사절(四絶), 구사(九思), 구용(九容)을 제시하였다.
- 사물(四勿) → 인(仁)의 실천을 위한 네 가지 조목

예(禮)가 아니면 보지 말며(非禮勿視), 듣지 말며(非禮勿聽), 말하지 말며(非禮勿言), 움직이지 말라(非禮勿動)는 유교(儒敎)의 네 가지의 금(禁)하는 가르침.
- 사절(四絶) → 네 가지 절대적인 금지사항

억측을 갖는 일이 없고(毋意), 기필코 해야 한다는 일이 없으며(毋必), 고집부리는 일도 없고(毋固), 자신만을 내세우려는 일도 없다(毋我).
- 구사(九思) → 군자로서 가지고 있어야 할 아홉 가지 생각

① 항상 눈에 가림이 없이 밝게 볼 것(視思明)
② 항상 소리를 똑똑하게 들을 것(聽思聰)
③ 항상 온화하여 성낸 빛이 없도록 할 것(色思溫)
④ 항상 외모를 단정히 할 것(貌思恭)
⑤ 항상 믿음이 있는 말만 할 것(言思忠)
⑥ 항상 일을 공경하고 삼갈 것(事思敬)
⑦ 항상 의심쩍은 일은 선각(先覺)에게 물어 알 것(疑思問)
⑧ 항상 분한 일이 있을 때는 사리(事理)를 따져서 참을 것(忿思難)
⑨ 항상 재물(財物)을 얻게 될 때 의(義)와 이(利)를 구분하여 취사(取捨)를 가릴 것(見得思義)
- 구용(九容) → 군자로서 취해야 하는 아홉 가지 자세

① 걸음걸이는 무겁게 하라는 뜻이다(足容重)
② 손가짐을 공손히 하라(手容恭)
③ 눈가짐은 단정히 하라(目容端)
④ 입은 조용히 가지라(口容止)
⑤ 말소리는 조용히 하라(聲容靜)
⑥ 머리 가짐을 항상 곧게 하라(頭容直)
⑦ 숨쉬기를 정숙히 하라(氣容肅)
⑧ 설 때는 덕스럽게 하라(立容德)
⑨ 얼굴 모습은 장엄하게 하라(色容莊).
‘혈기잠(血氣箴)’에서 모든 재앙(災殃)의 출발은 혈기(血氣)를 조절하지 못함에서 기인(基因)하였다고 보고 혈기를 조절하여 중화(中和)의 상태에 이르는 것을 학문과 수양의 목표로 삼았다. 봉강(鳳岡)의 예설(禮說)은 기본적으로 예법(禮法)의 기본원칙을 지키면서 인정(人情)을 따른다는 예(禮)의 기본정신에 충실한 입장에 있었다. 봉강 선생의 삶과 학문은 난세에 유학의 도(道)를 수호하고 속세에 전수해 주려는 수도(守道)와 전도(傳道)에 그 중심이 있었다.

## 저술 및 작품
『심성이기설(心性理氣設)』과 『대학석의(大學釋義)』가 있다. 2012년 증손 조택상(曺澤相)이 『봉강문집(鳳岡文集)』(2책)을 번역하여 간행하였다. 서문은 1967년 7월 권용현(權龍鉉)이 썼다.

## 상훈과 추모
묘갈명은 송시열의 후손인 은진 송재성(恩津 宋在晟)이 썼으며, 가장(家狀)은 조카이자, 문인이었던 학산 조을환(學山 曺乙煥)이 썼다. 2012년 입춘(立春)에 후학들이 조상의 학덕을 기려서 ‘봉강선생창녕조공송덕비(鳳岡先生昌寧曺公頌德碑)’를 강학소였던 후송재에 세웠다. 후송재는 2012년 8월 1일 ‘고령군 향토문화유산 유형자산 제10호’로 지정되었다.

### 묘갈명
성주읍 남쪽 의봉산(儀鳳山) 아래 송곡마을 뒤 간좌(艮坐)를 지고 곤좌(坤坐)를 향하여 집과 같이 쌓은 봉분은 봉강조공(鳳岡曺公)의 묘소이다. 공의 휘(諱)는 상(塽)이요, 자(字)는 문보(文甫)요, 관향은 창녕(昌寧)이니 시조는 신라 때 창성부원군 휘 계룡(繼龍)이시고 대악서승 휘 겸(謙)에 이르러 비로소 고려에 드러나서 벼슬이 빛나 17대를 연속하여 평장사가 된 자가 8인이요, 소감이 된 자가 9인이나 모름지기 상세하지 아니하다. 조선조에 들어와 호조참판 휘 계형(繼衡)께서는 정국공신으로 창성부원군을 봉하니 시호는 문정공이시고 2대를 전해 휘 몽길(夢吉)께서는 상주목사로 좌승지에 증직되시고 이가 응인(應仁)을 낳으시니 호는 도촌(陶村)으로 한강 정 선생을 섬기시니 유일(遺逸)로 왕자사부(王子師傅)가 되셨고, 오계(梧溪) 휘 정립(挺立)께서는 사인(舍人)으로 백사 이문충공을 따라 노셨고, 설주(雪州) 휘 시량(時亮)께서는 문과 군수시니 그 중세에 현조(顯祖)이시다. 고조 증조 조부 삼대는 가로되 석두(錫斗) 가로되 규승(奎承) 가로되 병극(秉極)이요, 부친의 휘는 정환(珽煥)이요, 외조부는 옥산장무헌(玉山張武憲)이라.
공이 겨우 10세에 어버이 명령으로 임재 서공(臨齋 徐公)에게 수학할 새 재주는 비록 노둔하나 부지런함은 남음이 있으니 임재께서 그 마침내 성취가 있을 것을 알고 가르침을 게을리 하지 아니하며 손수 입지 입심 등 일곱가지 조목 요긴한 말씀을 써서 힘쓰게 하시니 공이 가슴에 새기고 종사하여 스승의 바라는 뜻에 보답하고 임재가 별세한 뒤에는 갈팡질팡하며 우러를 바가 없어 이에 폐백을 잡고 전간재를 뵙고 극기하고 수양하는 방도를 얻어 듣고는 더욱 향상(向上)하는데 분발하여 오직 안에 착실하기를 힘쓰고 밖에 영달하기를 구하지 아니하며 임천에서 고요히 수양하며 가난함을 편안히 여기고 뜻을 지키며 당시에 여러 명석(名碩)과 교유하면서 선을 살피고 인(仁)을 도우는 지역을 삼고 후생을 인도하며 성실하게 잘 개유하여 한 가닥 미약한 양을 이으니 그 수학하는 자 김재철, 조긍환 등이 삼일계를 설치하고 후송재를 마을 뒤에 건축하여 예절을 익히고 학문을 강론하여 공이 별세한 뒤에도 해마다 서로 모여서 당일 규칙을 이었다. 저술(著述)한 바 유고(遺稿) 6권은 상자에 있는데 그 대학석의(大學釋義)와 성리도(性理圖)와 경천애인도설(敬天愛人圖說) 같은 책이니 다 가히 후인을 열어줄만한 것이다. 실제로 보고 얻은 것이 아니면 어찌 능히 쌓이고 오묘한 것을 드러내고 발명함이 이와 같으리오.
공이 을유년 10월 9일에 별세하니 그 출생한 고종 병자년과 계산하면 수명이 74년이라. 배위 충주석씨 능악(能岳)의 따님은 신사년에 출생하여 병진 7월 29일에 별세하니 노나라 예절(魯禮)을 사용하였다. 5남 2녀를 두셨으니 아들은 용봉, 용종, 용일, 용현, 용탁이요 사위는 전주이희증과 파평윤동보이며 손자 달곤과 영곤은 장남 소생이요, 정곤은 차남 소생이요, 홍곤은 사남 소생이요, 상곤과 기곤은 오남 소생이니 증손과 현손은 번거롭게 기록하지 아니한다.
슬프다. 공이 고가(故家)의 후손으로 일찍부터 어진 스승을 섬겨 학식이 넓고 행실이 돈독하며 한 지방의 사표(師表)가 되었으니 후진 선비들이 보고 느껴 일어나는데 추앙의 올바름을 잃지 아니하여 유풍 여운(遺風餘韻)이 지금까지 없어지지 아니하니 거룩하도다. 공의 막내 아들 용탁이 그 조카 영곤을 시켜 장차 비석을 세우려고 그 일가 을환(乙煥)과 해수(海銖)가 와서 나에게 비문을 청하면서 이르기를 저희들이 스승을 잃음으로부터 안방의 애통을 이기지 못하고 또 묘소 비석을 세우는데 도우려고 하니 자가 잠긴 것을 발휘하고 깊숙이 있는 것을 천명하기를 원한다 하였다. 내가 비록 글을 하지 못하나 그 성의에 감동하여 차마 끝까지 사양하지 못하고 드디어 명(銘)을 한다.
학문은 모름지기 자기를 위함이요
가히 남을 위함이 아닌데
무릇 지금에 사람들은 거짓을 진실로 바꾸도다
아~ 공이시여 무리에서 뛰어나셨네
근본에 돈독하고 실제에 힘써 덕이 고을에 알려졌네
절실하신 군자여 아름다운 이름 없어지지 아니하리
그 대략을 기록하여 끝이 없도록 소상하게 보이노라
덕은 송재성(德殷 宋在晟)
1. ↑  창녕 조씨 집성촌
2. ↑  4선 국회의원 조일환과 같은 마을이다.
3. ↑  태복경공파 28세손
4. ↑  원래 성주군 벌지면에 속했던 지역이고, 1906년(고종 43) 고령군에 편입했다.
5. ↑  국화는 다른 꽃보다 늦게 피어 서릿발을 잘 견뎌 이기는 것으로, 은자(隱者 : 산야에 묻혀 숨어 사는 사람) 같은 풍격(風格)이 있음을 이름.